# كوبواسو

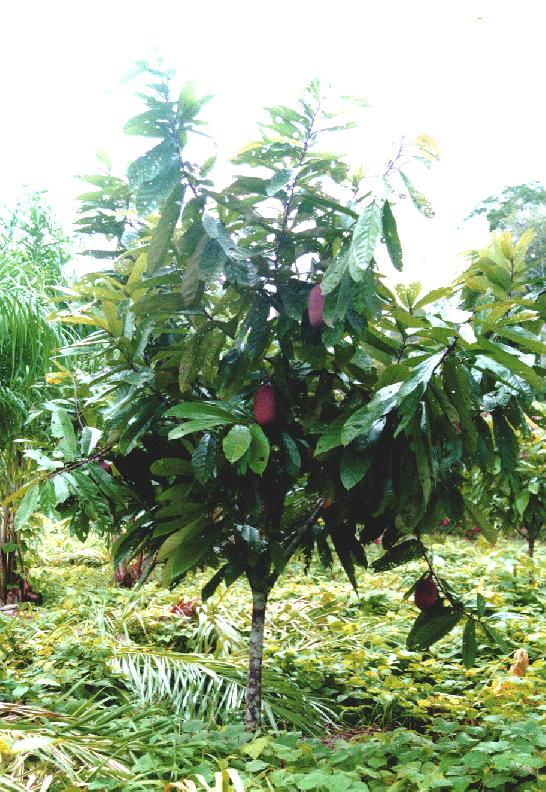

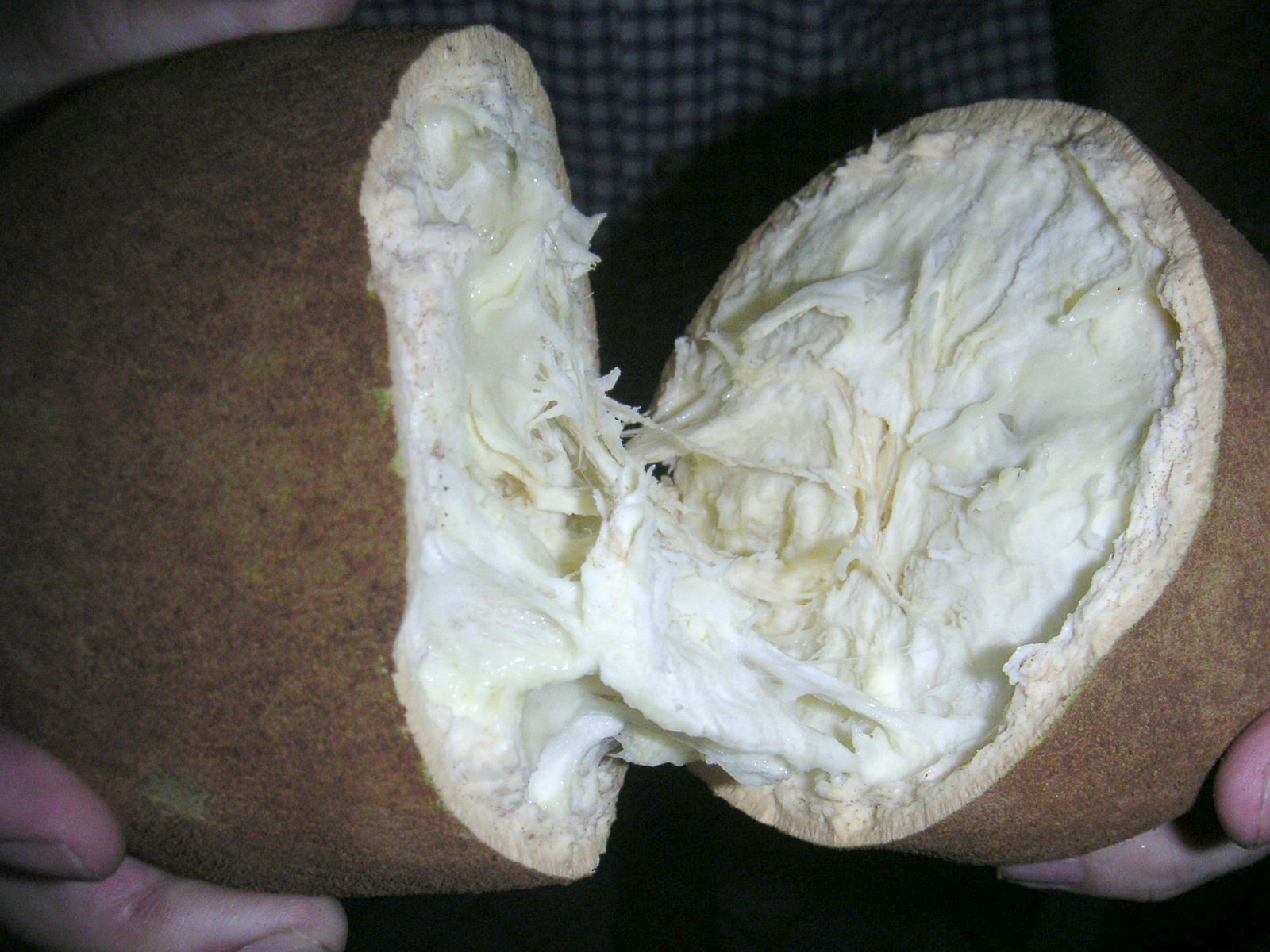
Cupuacu fruit opened

كوبواسو (الاسم العلمي:Theobroma grandiflorum) (بالإنجليزية: Cupuaçu)‏ هو نوع من النباتات يتبع جنس الثيوبروما من الفصيلة الخبازية.